# Bitwa pod Niszem
Bitwa pod Niszem – bitwa rozegrana w 269 roku pomiędzy wojskami rzymskimi a germańskimi

## Opis bitwy
Wiosną roku 269 w rok po nieudanej wyprawie Alamanów na ziemie podległe Rzymowi zakończonej klęską nad jeziorem Garda, ruszyła kolejna wyprawa składająca się z Gotów, Herulów, Peukinów i Gepidów.
Napastnicy zabrali ze sobą całe rodziny oraz wielkie tabory. Flota (złożona głównie z Herulów) licząca 2000 jednostek (tym razem małych), które nie były w stanie pokonać bystrych prądów morskich w Bosforze, ruszyła znad ujścia Dunaju, ale nie zdołała zaskoczyć załóg rzymskich. W drodze powrotnej flota Herulów poniosła wielkie straty wskutek burz morskich. Wobec tego piraci naprawiwszy uszkodzone okręty musieli ograniczyć się do plądrowania brzegów Tesalii, Grecji i Anatolii (Azji Mniejszej). Mimo licznych prób nie zdobyli jednak ani jednej twierdzy rzymskiej. Tymczasem z Italii przybył pośpiesznie sam cesarz Klaudiusz II Gocki z silnym wojskiem. Pod Naissus (Nisz) zadał on decydującą klęskę nieprzyjacielskiej koalicji (chociaż podawana liczba 50 000 poległych barbarzyńców zdaje się być tylko kronikarską przesadą).
Mimo to najeźdźców było jeszcze wielu. Odcięci przez wojska rzymskie od swych ziem wycofali się na południe w kierunku Salonik ścigani przez jazdę rzymską. W końcu zdziesiątkowani i zepchnięci w niegościnne Góry Bałkańskie stawiali opór Rzymianom jeszcze tylko do następnego roku. Jedynie nieliczni powrócili do ojczyzny. Reszta, z tych którzy nie polegli, została bądź wcielona do wojska rzymskiego, bądź obrócona w niewolników.
Flota barbarzyńska natomiast bez przeszkód wróciła z Azji Mniejszej na Morze Czarne.

## Wątpliwości
Od lat trwają wśród badaczy spory czy bitwa miała miejsce w rzeczywistości. Wspomina o niej tylko jedno źródło literackie Historia Nova Zosimosa. Milczą o niej wychwalająca Klaudiusza II Historia Augusta oraz brewiarzyści. Wedle Historia Augusta i Zosimosa za panowania Klaudiusza II (zapewne w 269 r.) cesarstwo rzymskie miała najechać koalicja ludów: Gotów, Herulów, Peukinów i Gepidów. 
Opis ten jednak dziwnie przypomina najazd tych samych Herulów i zapewne Gotów jaki miał miejsce za panowania poprzednika Klaudiusza II Galiena w 268 roku, tuż przed jego śmiercią. Podczas niego siły Herulów miały zostać pokonane przez cesarza w bitwie pod Nessos w 268 roku, a następnie dalej miał przeciwników nękać rzymski wódz Macjanus. Część Herulów miała skapitulować, a następnie zostali uznani za rzymskich sprzymierzeńców. O bitwie pod Nessos wspomina nam Jerzy Synkelos, a o wielkim zwycięstwie nad Gotami przez Klaudiusza II także Historia Augusta. Kolejne źródło Jan Zonaras umieszcza najazd Gotów za panowania Klaudiusza II, ale miesza fakty, które przypisywane były tym dwóm kampaniom. 
Ponieważ trudno się spodziewać, aby Goci i Herulowie byli w stanie rok po wielkiej klęsce ponownie zaatakować cesarstwo w 269 roku, Andreas Alföldi zakwestionował historyczność bitwy pod Naissus. Wedle niego Goci i Herulowie w końcu lat sześćdziesiątych III wieku tylko raz najechali cesarstwo rzymskie i zostali pokonani za rządów Galiena. Za panowania jego następcy tylko dokończono niszczenia ich armii. Całą chwałę przypisali Klaudiuszowi II prosenatorscy historycy, którzy nienawidzili Galiena za jego reformy, które pozbawiły senatorów wpływu na dowodzenie armią. Do dziś trwa spór pomiędzy badaczami, czy Alföldi kwestionując istnienie bitwy pod Naissus za panowania Klaudiusza II miał rację, czy też nie. Problem pozostaje nierozwiązany.